# Capitólio estadual do Oregon
O Capitólio do Estado de Oregon (Oregon State Capitol, em inglês) é o edifício que abriga a assembleia legislativa, os escritórios do governador, secretário de estado e tesoureiro do estado de Oregon. Localiza-se na capital do estado, Salem.
A construção atual, construída entre 1936 e 1938, ganhou uma expansão em 1977. O edifício é o terceiro a sediar o governo de Oregon em Salem. Dois anteriores foram destruídos por incêndios, um em 30 de dezembro de 1855 e o outro em 25 de abril de 1935.
Os arquitetos nova-iorquinos Trowbridge & Livingston conceberam o design Art Déco da estrutura, junto com Francis Keally. Muito do interior e do exterior é feito de mármore. O Capitólio do Estado de Oregon foi posto no Registro Nacional de Lugares Históricos em 1988.
A Public Works Administration, parte do governo dos Estados Unidos, financiou parcialmente a construção, completada em 1938, durante a Grande Depressão.
A parte central do edifício foi construída ao preço de 2,5 milhões de dólares, incluindo uma cúpula de 51 metros. As asas, que dobraram o espaço da construção, foram construídas na década de 1970 pelo custo de 12,5 milhões de dólares. Nos jardins do capitólio podem ser encontradas a Pseudotsuga, árvore do estado e a Oregon-grape, flor do estado.

## Construções anteriores

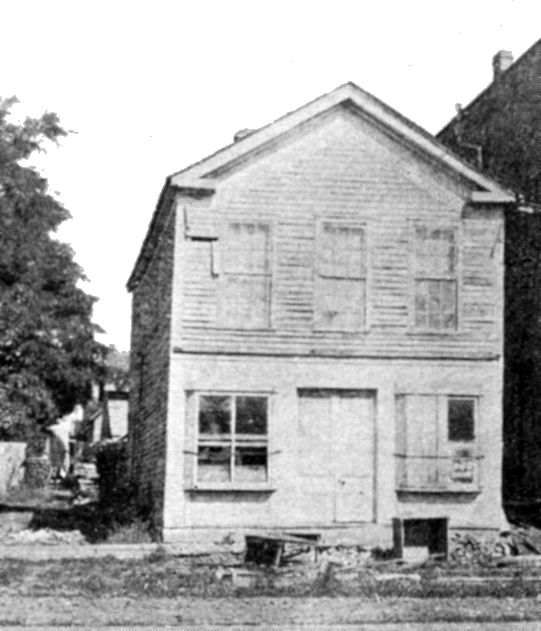
A construção utilizada como capitólio em 1855, quando a capital do estado estava localizada em Corvallis.

Antes da criação do Território de Oregon, em 1848, o governo provisório de Oregon Country, conforme legislação de 27 de junho de 1844 e 19 de dezembro de 1845, escolheu Oregon City como capital. Uma das construções privadas utilizadas por esse governo foi construída por John L. Morrison em 1850, servindo como capitólio até o governo se mudar para Salem.
A designação de Oregon City como capital do Território de Oregon ocorreu durante o governo de Joseph Lane. Em 1850, o legislativo designou a cidade de Salem como capital, mas o governador John P. Gaines recusou-se a se mudar, e permaneceu em Oregon City junto com a Suprema Corte de Oregon (com exceção do juiz Orville C. Pratt) até que um ato do Congresso em 14 de maio de 1852 resolveu a questão em favor de Salem.
Em 13 de janeiro de 1855, a Legislatura Territorial de Oregon aprovou uma lei passando a capital de Salem para Corvallis. O governador George Law Curry e muitos outros recusaram a mudança, visto que já havia construções públicas em construção na cidade de Salem. Curry mandou o assunto ao Secretário do Tesouro dos Estados Unidos, que tornou a mudança inválida a menos que houvesse uma intervenção do Congresso dos Estados Unidos. Logo, Curry e o Secretário do Estado de Oregon, Benjamin Harding, voltaram para Salem.
Em 3 de dezembro de 1855, a legislatura se reuniu em Corvallis e rapidamente criou um projeto de lei para tornar Salem a capital, e este foi aprovado em 15 de dezembro de 1855. Três dias depois, a legislatura reuniu-se novamente em Salem, porém a construção que estava sendo utilizada com capitólio pegou fogo no dia 29, e reabriu-se o debate de onde localizaria-se a capital. Uma votação foi aberta em junho de 1856, e as duas cidades que recebessem o maior número de votos iriam para um segundo turno. Uma primeira votação estabeleceu um segundo turno entre Eugene e Corvallis, porém como algumas cédulas foram invalidados por não estarem de acordo com a lei, os dois vencedores foram Eugene e Salem. Num segundo turno realizado em outubro, Eugene recebeu a maior parte dos votos, porém a corrupção ocorrida no primeiro turno fez com que houvesse um baixo comparecimento às urnas e a eleição fosse ignorada, logo capital permaneceu em Salem.
Uma resolução permanente da questão da localização da capital veio somente em 1864. Em 1860, a legislatura pôs em voto popular a questão novamente. Numa votação que ocorreu em 1862, nenhuma cidade conseguiu os cinquenta porcento dos votos necessários por lei, que vieram somente numa eleição de 1864 onde Salem recebe 79 porcento e é declarada a capital estadual. A Constituição do Oregon lista como sede do governo estadual no Artigo XIV o Condado de Marion, que tem como sede Salem.

### Primeiro Capitólio
O terreno destinado a uma construção permanente como capitólio foi o Bloco 84 de Salem, vendido ao estado pelo pioneiro e fundador de Salem William H. Willson. A construção do capitólio começou em 1854, logo após o Congresso confirmar a escolha de Salem como capital. Porém, com a capital se mudando para Corvallis no ano seguinte, a construção foi temporariamente paralisada. Após o retorno da capital para Salem, a construção estava quase concluída no final de 1855. Este capitólio, que seguia a arquitetura neogrega, possuía quinze metros de largura por vinte e três de comprimento, com uma fachada de pedra e um pórtico de três metros. Construídas de blocos de silhar nativo, as paredes exteriores possuíam dois andares e tinha uma variação de cores que ia do azul-céu ao branco. O primeiro andar possuía 5.8 metros de altura, o segundo 4.6 e um entablamento de 2.4 metros. A estrutura era decorada com qatro pilastras jônicas em sua parte frontal. A Construção abrigava uma variedade de quartos, incluindo uma corte federal com uma câmara que media 6 por 8 metros e um escritório executivo de 5.5 por 6 metros no primeiro andar. Também no primeiro andar localizava-se a câmara principal que media onze por catorze metros e possuía três entradas, além do grande salão, com uma entrada de cinco metros. Já o segundo andar possuía a câmara do senado, de oito por onze metros. Adicionalmente, a biblioteca territorial ficava localizada num aposento de seis por onze metros.
Na tarde de 29 de dezembro de 1855, um incêndio destruiu o edifício e muitos registros públicos. Começando no nordeste inacabado da estrutura, ainda desocupado pelo governo, o incêndio não foi descoberto até meia-noite e meia. Houve suspeita de incêndio criminoso, porém ninguém foi preso. O terreno do capitólio queimado permaneceu uma pilha de destroços durante alguns anos após o incêndio. Uma construção no downtown de Salem serviu temporariamente como caitpólio entre 1859 e 1876, onde a legislatura se encontrava nos segundo e terceiro andares.